# Desmond Noel
Desmond Noel (né le 28 novembre 1974 à Saint-Georges à Grenade) est un joueur de football international grenadien, qui évolue au poste de gardien de but.

## Biographie

### Carrière en sélection
Avec l'équipe de Grenade, il a joué 29 matchs (pour aucun but inscrit) depuis 2009. Il figure notamment dans le groupe des sélectionnés lors des Gold Cup de 2009 et de 2011.